# 杨竺
杨竺（3世纪—245年），广陵人，三国时期东吴官員。史书没有记载他的官职。

## 生平
起初，杨竺年轻时获得声名，陆逊认为他终将身败名裂，劝杨竺兄杨穆另起家族。
大约东吴大帝孙权赤乌八年（245年）正月，皇子鲁王孙霸受宠，有夺嫡之念，杨竺、全寄、吴安、孙奇等为孙霸党羽，一同进谗言诋毁皇太子孙和，孙权也被迷惑，史称南鲁党争。太子太傅吾粲请求派孙霸出镇夏口，将杨竺等外放令其不得在京师，又数次与驻武昌的丞相陆逊互通消息，与陆逊接连上表劝孙权明确嫡庶之分。孙霸与杨竺共同诬陷吾粲，孙权怒，收捕吾粲下狱并诛杀。
孙权有一次见杨竺，屏退左右，议论孙霸之才，杨竺极言孙霸有文武英姿，宜为嫡嗣，孙权于是也答应立孙霸为储。有给使伏于床下，告诉孙和。孙和所礼待的陆逊族子尚书选曹郎陆胤去武昌公干，向孙和辞行。孙和不见他，却微服到他的车上，与他一同密议，想让陆逊上表劝谏。等到陆逊上表极言劝谏，孙权怀疑杨竺泄露了和自己之間的談話，杨竺不承认。孙权就派杨竺调查缘由，杨竺说只有陆胤西行去了武昌，必定是陆胤所泄露。孙权又派人问陆逊怎么知道的，陸遜答是陸胤所述。
對此陸胤為了包庇太子而誣告是楊竺告訴他的，於是楊竺和陸胤一起被下獄接受調查，楊竺不堪刑罰之苦，承認是自己所說。孫權以為果然是楊竺洩露了自己的話，就誅殺楊竺。至於陸胤始終沒有說出太子的事，之後被無罪釋放。
楊竺死前曾供述稱陸遜有二十條罪行，孫權以此数次遣中使责问陆逊，陆逊愤恚而死。其子陆抗为建武校尉，代领陆逊部众，送葬东归，孙权派中使禁绝陆抗宾客，以杨竺所述陆逊二十事问陆抗，陆抗条理清晰地回答每件事，孙权之意才稍解。
赤乌十三年（250年）秋，孙权废孙和为庶人，赐孙霸死。以党附孙霸诬陷孙和之罪诛杀全寄、吴安、孙奇，先前已死的楊竺也流其尸于江。杨竺败亡后，杨穆因数次劝诫杨竺而得以免死，流放南州。
南鲁党争期间，骠骑将军步骘曾党附孙霸，南朝宋史学家裴松之评价步骘“以德度著称，是东吴良臣，却为什么和杨竺一样阿附孙霸呢？”